# Суурлагт
Су́урлагт, або Ке́лламяе, (ест. Suurlaht / Kellamäe laht) — природне озеро в Естонії, у волості Ляене-Сааре повіту Сааремаа.

## Розташування
Суурлагт належить до Західно-острівного суббасейну Західноестонського басейну.
На південь від озера розташоване селище Насва, на північ — села Лагекюла, Муллуту та Паріла.
Акваторія водойми входить до складу заказника  Муллуту-Лооде (Mullutu-Loode hoiuala). На озері охороняється місце постійного проживання орлана-білохвоста.

## Опис
Суурлагт — прибережне галотрофне озеро.
Загальна площа озера становить 536 га (7-е місце серед найбільших озер в Естонії), площа водної поверхні — 531 га, площа 6 островів на озері — 5 га. Найбільша глибина — 2,1 м, середня глибина — 1,2 м. Довжина берегової лінії — 16 173 м. Обмін води відбувається 5 разів на рік.
До водойми вливаються з півночі канал Іразе (Irase jõgi), з північного заходу — струмок Кортсісоо (Kortsisoo oja), зі сходу — струмок Калаауґу (Kalaaugu jõgi).
В озері міститься родовище лікувального морського мулового бруду.